# Kothausen 12

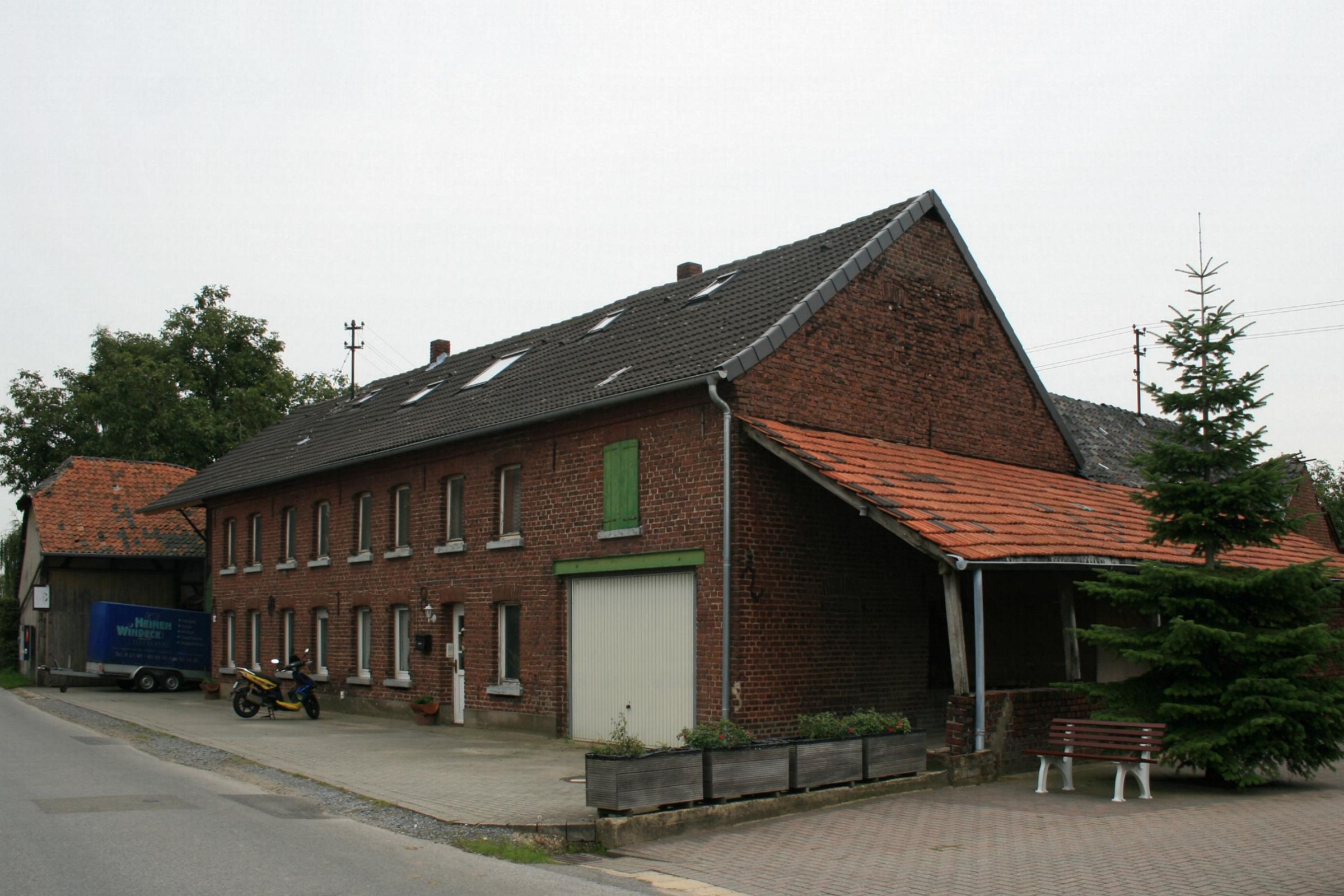
Backstein-Hofanlage (2010)

Das Hofgebäude Kothausen 12 steht im Stadtteil Kothausen in Mönchengladbach (Nordrhein-Westfalen).
Das Gebäude wurde in der ersten Hälfte des 18. Jahrhunderts erbaut. Es wurde unter Nr. K 042  am 8. März 1990 in die Denkmalliste der Stadt Mönchengladbach eingetragen.

## Lage
Die Hofanlage liegt am südwestlichen Ortsrand von Kothausen an der Straße nach Gerkerath.

## Architektur
Die Hofanlage besteht aus dem traufständigen Wohnhaus mit angeschlossener Tordurchfahrt, einer giebelständigen, im rechten Winkel zum Torhaus angeordneten Fachwerkscheune und zwei weiteren, den Innenhof begrenzenden, aber nicht unter Schutz stehenden Wirtschaftsgebäuden.
Wohnhaus: Traufenständiges, zweigeschossiges, quererschlossenes und achtachsiges Fachwerkgebäude unter einem Satteldach. Backsteinmauerwerk vorgeblendet.
Torhaus: Fachwerkkonstruktion (Ständer-Riegelwerk), liegende Gefache in Backstein ausgemauert. Zweiflügeliges Hoftor und separate Schlupfpforte. Vorgezogener Dachüberstand an der Straßenseite.
Scheune: Fachwerkkonstruktion (Ständer-Riegelwerk), liegende Gefache, Aussteifung durch kurze Streben.
Das Objekt ist aus städtebaulichen, architektonisch-bauhistorischen siedlungsgeschichtlichen und sozialhistorischen Gründen als Baudenkmal unbedingt schützenswert.